# Блатняк, Драган
Дра́ган Бла́тняк (хорв. Dragan Blatnjak; род. 1 августа 1981, Студенци, Югославия) — боснийский и хорватский футболист, нападающий; тренер.

## Карьера
Футболом начал заниматься достаточно поздно — в 14 лет, в школе клуба третьей лиги «Ядран». В боснийской Высшей лиге провёл лишь один сезон — в клубе «Бротнё» из города Читлук. В 2001 году переехал в Хорватию. За два сезона в клубе «Задаркомерц» забил 12 мячей, после чего получил приглашение в один из самых известных хорватских клубов — сплитский «Хайдук». Первые два сезона игра складывалась достаточно удачно: дважды стал чемпионом Хорватии и дебютировал в сборной Боснии. Однако пришедший в команду Зоран Вулич видел Блатняка на позиции полузащитника. В результате за последние полтора сезона в «Хайдуке» забил лишь 5 мячей. В 2007 году подписал двухлетний контракт с российским клубом «Химки». Но и в подмосковном клубе ему не довелось играть чистого нападающего: большую часть сезона играл на позиции правого полузащитника, и за весь чемпионат ему удалось забить лишь два мяча. А 16 января он продлил контракт на 3 года. После первого круга чемпионата России по футболу 2009 года являлся лучшим ассистентом с десятью голевыми передачами. 20 января на правах свободного агента перешёл в «Москву», подписав двухлетний контракт с клубом, но в связи с прекращением участия этого клуба в чемпионате России вынужден был искать новый клуб. 26 февраля 2010 года прибыл в Ростов-на-Дону, после чего была достигнута договорённость о дальнейшем продолжении карьеры нападающего в клубе «Ростов».

## Достижения
«Хайдук» (Сплит)
- Чемпион Хорватии (2): 2003/04, 2004/05
- Обладатель Суперкубка Хорватии (2): 2004, 2005